# Staglieno
Staglieno (Stagen, pronuncia in genovese /staˈdʒeŋ/) è un quartiere del comune di Genova, nella val Bisagno.

## Geografia fisica

### Territorio

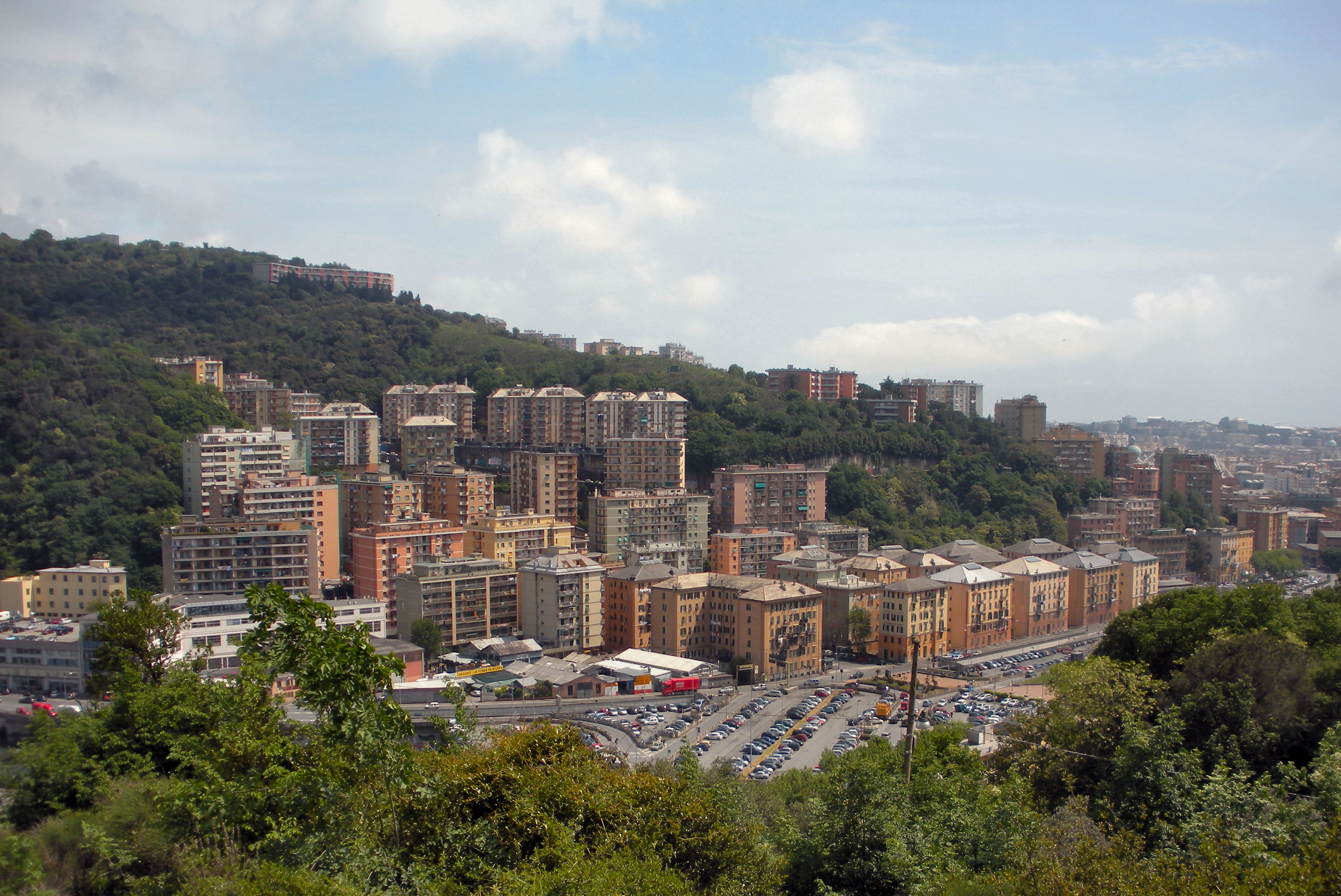
Veduta dall'alto del quartiere Staglieno

L'ex circoscrizione di Staglieno (comune autonomo fino al 1873, quando insieme ai comuni di San Martino d'Albaro, San Francesco d'Albaro, Foce, Marassi e San Fruttuoso fu accorpato al comune di Genova) insieme a Molassana e Struppa fa oggi parte del Municipio IV Media Val Bisagno e comprende le unità urbanistiche Parenzo e San Pantaleo, che insieme hanno una popolazione di 19 566 abitanti (dato aggiornato al 31 dicembre 2022).
La zona centrale di Staglieno, immediatamente a monte dei quartieri di Marassi e San Fruttuoso, con i quali forma un'unica conurbazione, è costituita dai moderni abitati costruiti nel fondovalle su entrambe le sponde del Bisagno.
All'interno delle due unità urbanistiche che compongono Staglieno sono comprese diverse frazioni collinari, tutte sul versante destro della valle, un tempo centri di via lungo la strada che da Genova risaliva la val Bisagno.
Il versante sinistro della valle, assai scosceso e dove non esistono nuclei abitati storici, è invece scarsamente abitato, tranne il fondovalle nella zona di piazzale Parenzo e via Tortona, limitrofa al quartiere di Marassi, urbanizzata nel XX secolo. Lungo la strada di scorrimento in sponda sinistra predominano invece insediamenti commerciali e industriali.
Il territorio di Staglieno comprende le valli di alcuni affluenti di destra del Bisagno (torrente Veilino, rio Cicala, rio Trensasco ed altri rivi minori) ed è delimitato a monte, sempre sul versante destro, dalla cerchia delle mura seicentesche di Genova e, superato il forte Sperone, dal crinale che separa la val Bisagno dalla val Polcevera, sul quale sorge il forte Puin. La valle laterale più estesa è quella del torrente Veilino (circa 2,5 km) che nasce dal monte Diamante (sulla cui sommità sorge l'omonimo forte) e sfocia nel Bisagno nei pressi del cimitero monumentale di Staglieno; nel suo percorso riceve le acque dei rivi Briscata, Campobinello, Casamavari e Poggetti.
Oggi il nome del quartiere viene spesso associato al grande cimitero costruito nella prima metà dell'Ottocento allo sbocco della valle del Veilino.
Dal quartiere prende il nome un'antica famiglia patrizia genovese, appunto quella degli Staglieno.

## Storia
(Agostino Giustiniani, Annali della Repubblica di Genova, 1537)
Alcuni studiosi dell'Ottocento identificano Staglieno con l'antichissima Σταλìα (Stalia), nome citato da Artemidoro di Efeso e Pomponio Mela con il quale gli antichi Greci chiamavano una città ligure e che questi storici ottocenteschi ritenevano il nucleo primitivo della città di Genova. Questa località portuale, posta presso l'allora foce del Bisagno, alcuni chilometri più a monte dell'attuale, avrebbe costituito un approdo ancora più antico di quello del Mandraccio (dal quale si sarebbero poi sviluppati la città di Genova e l'attuale porto) che con il tempo avrebbe superato per importanza quello di Stalia. Non ci sono tuttavia elementi certi a sostegno dell'identificazione dell'antica Stalia con l'attuale Staglieno.

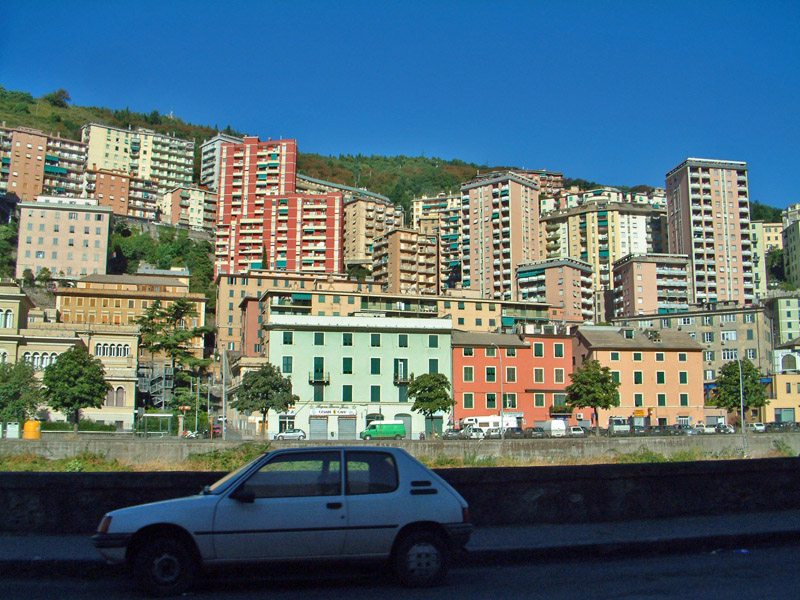
La zona di via Burlando

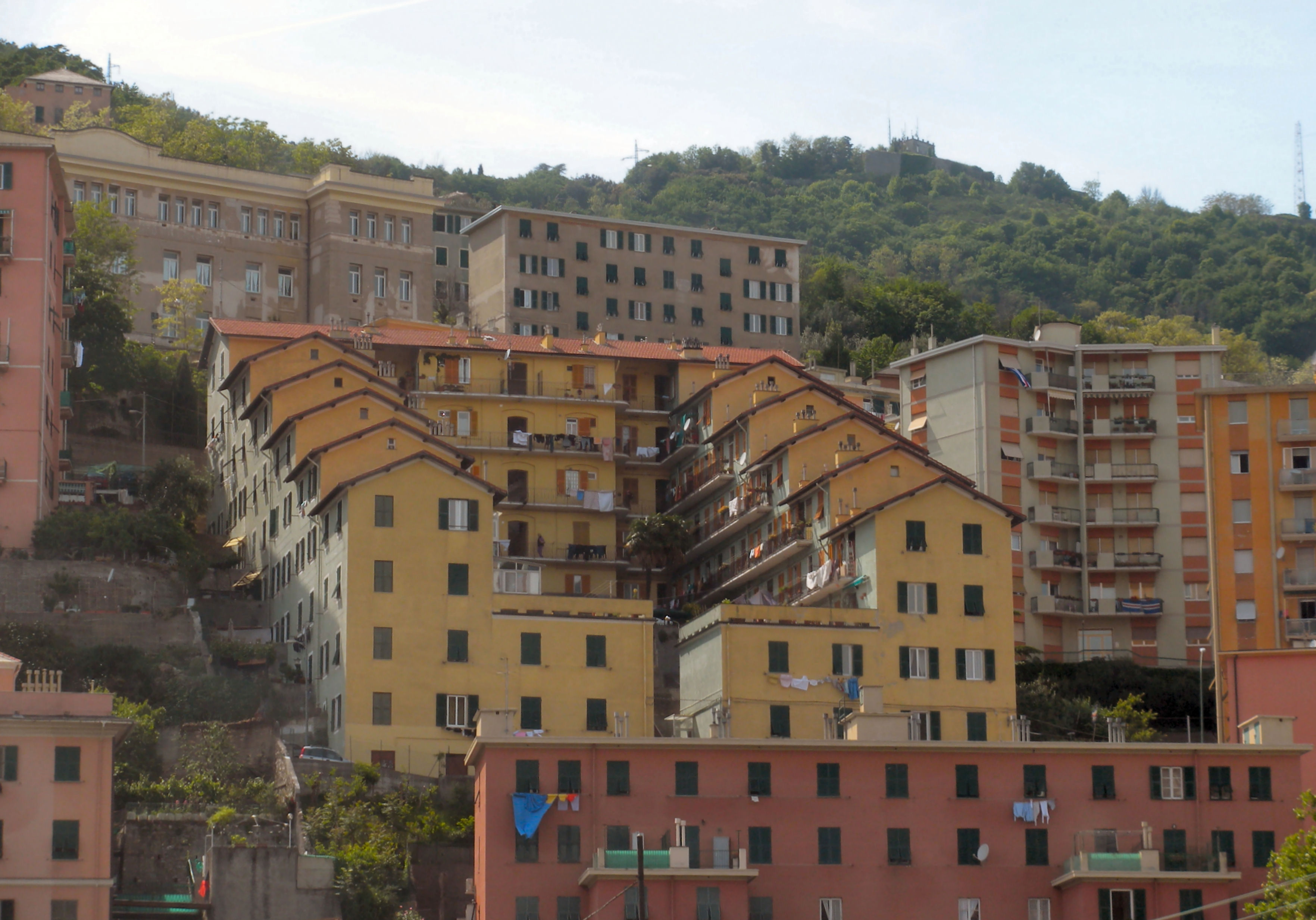
L'edificio della Società Economica

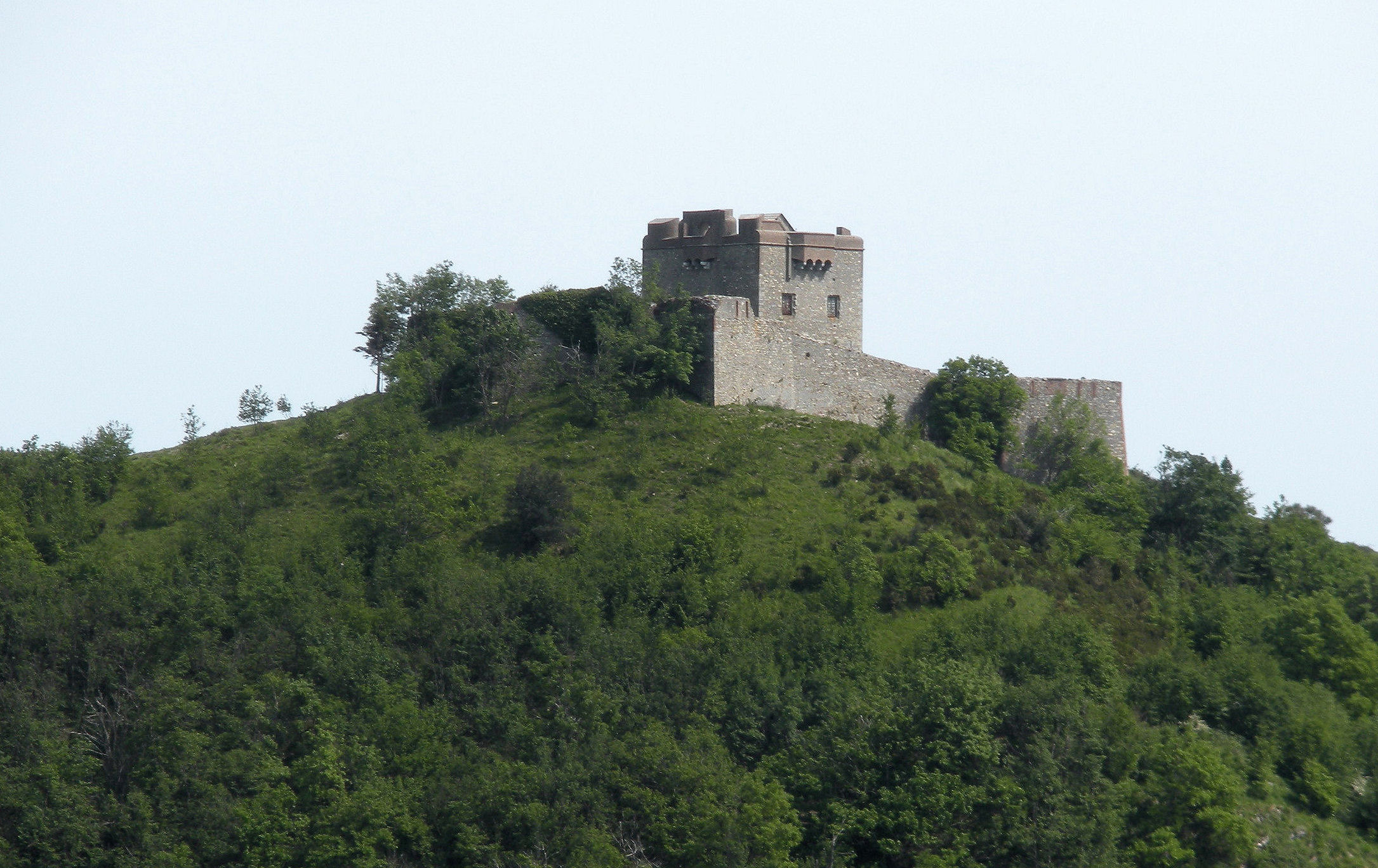
Il forte Puin

Secondo altre fonti, il nome sarebbe un tipico toponimo fondiario di epoca imperiale romana.
Lo storico dell'Ottocento Giovanni Battista Spotorno riteneva che Caio Elio Staleno, magistrato vissuto nel I secolo a.C., avversario politico di Cicerone, fosse originario di Staglieno. Questa ipotesi, basata su una personale congettura dell'autore e non confermata da alcuna fonte, fu già confutata da suoi contemporanei.
Le prime notizie storiche sui diversi borghi di Staglieno risalgono al Medioevo. Si trattava dei diversi centri collinari allineati lungo la strada che provenendo da Genova risaliva la val Bisagno, correndo a mezza costa per evitare le piene del torrente e con le sue diramazioni consentiva di raggiungere la val Polcevera, la valle Scrivia e la val Trebbia; l'attività principale degli abitanti era quella agricola.
In epoca napoleonica Staglieno divenne sede comunale e capoluogo di mandamento, con giurisdizione su diversi comuni della val Bisagno e sul comune di Montoggio, nell'alta valle Scrivia.
L'assetto urbanistico delineato dal Giustiniani rimase praticamente immutato fino al XIX secolo, quando diversi avvenimenti avrebbero contribuito a modificare radicalmente l'aspetto della zona. Nel 1809 fu iniziata la costruzione della strada nazionale da Genova a Piacenza (l'odierna SS 45), che percorreva il fondovalle, soppiantando l'antico percorso collinare e contribuendo allo sviluppo edilizio delle aree lungo le sponde del Bisagno.
Nel 1815 il comune di Staglieno, assieme all'intera Repubblica Ligure napoleonica, fu inglobato nel Regno di Sardegna, come stabilito dal congresso di Vienna del 1814.
Negli anni venti dell'Ottocento il comune di Genova acquistò nell'allora comune di Staglieno un terreno alla confluenza del Veilino nel Bisagno per costruirvi il cimitero cittadino. Il progetto del nuovo cimitero fu affidato all'architetto Carlo Barabino. Morto il Barabino nel 1835, l'opera fu portata a compimento dall'architetto Giovanni Battista Resasco negli anni quaranta dell’Ottocento.
Così il Casalis descriveva il comune di Staglieno nella prima metà dell'Ottocento:
Il borgo di Staglieno novera due parrocchie, una sotto il titolo di s. Bartolomeo, e l'altra sotto quello di s. Antonino: hanno a confine le mura della città: da esse parrocchie dipendono varie frazioni, cioè quelle di s. Gottardo, Preli, costa di Staglieno, Cademussi, s. Antonino, s. Pantaleo e Volpara. …. Il torrente Bisagno, che raccoglie le acque delle superiori montagne, scorre lungo questo comune; non abbonda d’acque fuorché in occasione di pioggie dirotte. Nella più parte dell’anno è pressoché asciutto.
La chiesa parrocchiale di s. Bartolomeo, che vi esiste da lunga età, e di cui si hanno memorie dal 1180, sta sotto le fortificazioni di Genova dalla parte del Bisagno.
Il suolo produce in discreta quantità grano, legumi ed uve: gli ortaggi vi fanno buonissima prova. … Gli abitanti sono di complessione robusta anzi che no e quasi tutti applicati ai lavori della campagna.  Popolazione 2000.»
(Goffredo Casalis, Dizionario geografico, storico, statistico e commerciale degli stati di S.M. il Re di Sardegna, 1850)
Nel 1873, il comune di Staglieno, insieme ad altri cinque comuni della bassa val Bisagno fu inglobato nel comune di Genova.
L'unione a Genova comportò un aumento della densità edilizia, prevalentemente a carattere popolare. La pianificazione urbanistica di fine Ottocento portò allo sviluppo di nuovi rioni sia sulla sponda del Bisagno che sul versante collinare all'esterno delle mura cittadine, lungo la nuova via intitolata ad Antonio Burlando (patriota e garibaldino dei Mille, che ha inizio da piazza Manin, nel quartiere genovese di Castelletto. Lungo questo asse vennero costruite tra le altre le case popolari della Società Economica, di proprietà della famiglia Dufour.
Un primo intervento di questa società, che faceva parte del cooperativismo di matrice cattolica, era costituito da un grande edificio, posto accanto alla salita Crosetta, costruito sul modello delle case di ringhiera milanesi, con una vasta corte interna. Tuttavia la ripida pendenza della collina aveva reso necessario realizzare per esso un andamento a scalare.
Dopo questo primo complesso altre case furono progressivamente costruite dalla Società Economica sino agli anni venti, ricorrendo per queste ultime ad una tipologia a torre con cortiletto aperto verso l'esterno.
Lo sviluppo edilizio divenne impetuoso nel secondo dopoguerra, in particolare negli anni sessanta, quando le costruzioni hanno finito per occupare tutta la parte bassa del versante collinare che culmina con le Mura Nuove di Genova. Ultime realizzazioni di questa serie sono i due grattacieli detti "I Gemelli" in via Leonardo Montaldo, la via sottostante a via Antonio Burlando.
Parallelamente allo sviluppo dell'edilizia residenziale, il quartiere è divenuto anche sede di importanti infrastrutture comunali, quali le officine per la produzione del gas, in località Gavette, il forno di incenerimento dei rifiuti (uno dei primi realizzati in Italia), oggi dismesso, in località Volpara, la rimessa degli autobus dell'AMT in via Bobbio e l'officina Guglielmetti, anch'essa recentemente dismessa, dove veniva effettuata la manutenzione degli autobus.

## Monumenti e luoghi d'interesse

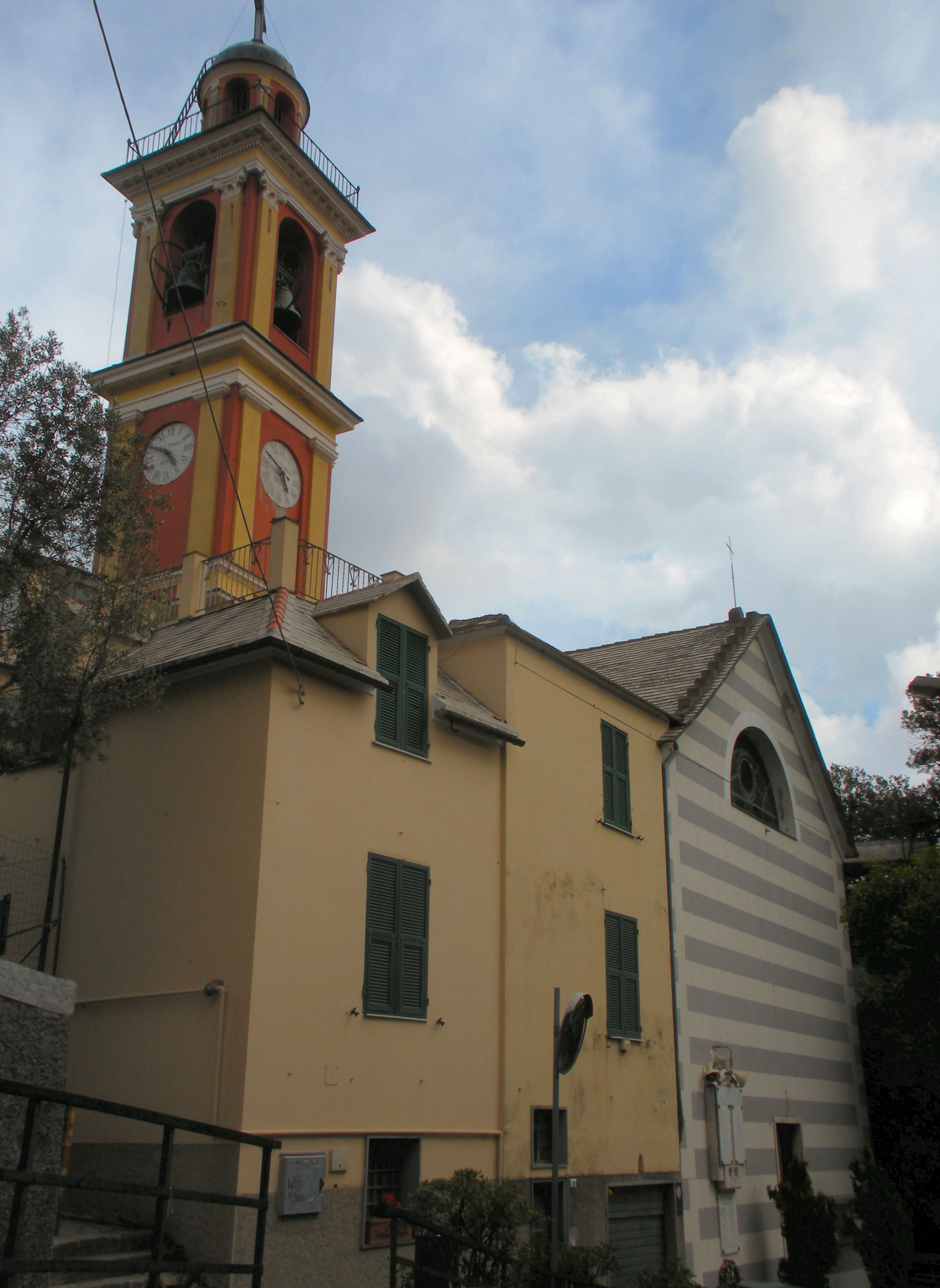
La chiesa parrocchiale di San Bartolomeo di Staglieno

### Architetture religiose
A Staglieno si trovano quattro chiese cattoliche parrocchiali, comprese nel vicariato Marassi – Staglieno dell'arcidiocesi di Genova; tutte, tranne quella di San Bartolomeo, edificate nell'ultimo secolo nelle zone di nuova urbanizzazione, mentre i luoghi di culto più antichi, quelli dei borghi collinari, sono oggi succursali di queste nuove parrocchie cittadine.
- Chiesa parrocchiale di San Bartolomeo di Staglieno. Unica chiesa tra quelle più antiche ad aver conservato il titolo parrocchiale, le prime notizie documentate risalgono al 1130. Risulta essere parrocchiale almeno dal 1254. Fu ricostruita una prima volta nel 1403, mentre l'attuale costruzione risale al 1650; nel 1858 fu eseguita la pavimentazione del sagrato con il caratteristico "risseu" di ciottoli bianchi e neri. Nel 1877 fu ampliato il presbiterio, aggiunto il coro e restaurato il campanile, che era stato gravemente danneggiato da un fulmine. Nel 1880 fu rifatto il pavimento in marmo bianco e nero. I registri parrocchiali dei matrimoni iniziano dal 1574, quelli di battesimi e funerali dal 1608. Dalla parrocchia di San Bartolomeo Chiesa dipendono la chiesa succursale di San Sebastiano, modesto edificio moderno nel quartiere di Preli, la cappella di Nostra Signora di Lourdes in piazza Adriatico (Volpara) e la cappella all'interno del cimitero monumentale. Accanto alla chiesa sorge l'oratorio della Casaccia di San Bartolomeo, citato dal visitatore monsignor Francesco Bossi nel 1582, nel quale recenti restauri hanno messo in luce un ciclo di affreschi quattrocenteschi di autore ignoto. Nei locali della confraternita è conservato un importante presepe acquisito dalla parrocchia nel 1882: le statue più antiche, settecentesche, molto accurate nei dettagli e finemente intagliate, sono attribuite al Maragliano, altre sono opera di un modesto intagliatore dei primi dell'Ottocento.[9]
- Chiesa del Santissimo Sacramento. La chiesa, che sorge in via delle Ginestre, a valle di San Pantaleo, nella zona di espansione urbanistica del primo Novecento, ha rilevato il titolo parrocchiale di quella di Sant'Antonino (la sua denominazione completa è infatti chiesa del Santissimo Sacramento e Sant'Antonino). La decisione di edificare un nuovo luogo di culto fu presa dal parroco di Sant'Antonino, mons. Arata, affinché l'accresciuta popolazione della zona potesse disporre di una chiesa più grande di quella di Sant'Antonino e soprattutto più vicina ai nuovi quartieri. Costruita tra il 1913 e il 1915 su progetto dell'architetto Maurizio Bruzzo ad imitazione dello stile romanico, fu inaugurata il 3 giugno 1915 dall'arcivescovo Ludovico Gavotti. Semidistrutta da un bombardamento aereo durante la seconda guerra mondiale, fu ricostruita e nuovamente aperta al culto il 31 ottobre 1954. Nella cripta, dedicata al Cuore Immacolato di Maria, è riprodotto il Santo Sepolcro di Gerusalemme.
- Chiesa della Sacra Famiglia. La chiesa si trova in via Bobbio, e fu edificata negli anni cinquanta del Novecento. Nel luogo esisteva una piccola cappella, eretta in vicaria autonoma nel 1943 e in parrocchia dal 30 maggio 1946. La prima pietra della nuova chiesa fu posta il 29 giugno 1950, alla presenza dell'arcivescovo, il cardinale Giuseppe Siri. I lavori veri e propri tuttavia ebbero inizio solo nel 1958 e furono completati in meno di due anni. Il progetto fu elaborato da Ludovico Quaroni coadiuvato da un gruppo da Adolfo De Carlo, Andrea Mor e Angelo Sibilla; lo stile rispecchia il modo di concepire un edificio di culto da parte di Quaroni: edificio al servizio dei fedeli e del quartiere, monumento sacro e civile ma non retorico. Proprio il rapporto molto stretto tra edificio e quartiere costituisce un fattore innovativo nell'architettura sacra del tempo, anche se l'obiettivo non è stato pienamente raggiunto a causa dell'incompleta realizzazione della struttura. La chiesa fu inaugurata dal card. Siri il 24 ottobre 1959. Dalla parrocchia dipende la cappella San Giuseppe sita in Via Montello. Sullo spigolo della massiccia torre campanaria è collocata una grande croce in ferro battuto alta circa 10 metri, eseguita da Edoardo Franchini su disegno dei progettisti.
- Chiesa di Sant'Antonino, presso l'omonima località.
- Chiesa di San Pantaleo. La cappella di San Pantaleo si trova su un colle che domina il cimitero monumentale, al termine della omonima via che proviene da Genova. Fu costruita nel 1451 dalla popolazione locale, con il contributo dell'arcivescovo Giacomo Imperiale e del doge Pietro Fregoso e in seguito rimodernata. La canonica posta sul lato destro fu costruita nel corso del secolo XVII. Negli ultimi decenni del XX secolo è rimasta in abbandono. Il conseguente crollo del tetto ha provocato danni agli interni. Nulla è rimasto degli arredi e delle opere che un tempo vi erano conservate (si ha notizia di un crocifisso ligneo attribuito al Maragliano, mentre gli storici Angelo e Marcello Remondini parlano di una statua in terracotta raffigurante san Pantaleone, opera di Luca della Robbia).[10]

### Architetture civili

#### Cimitero monumentale

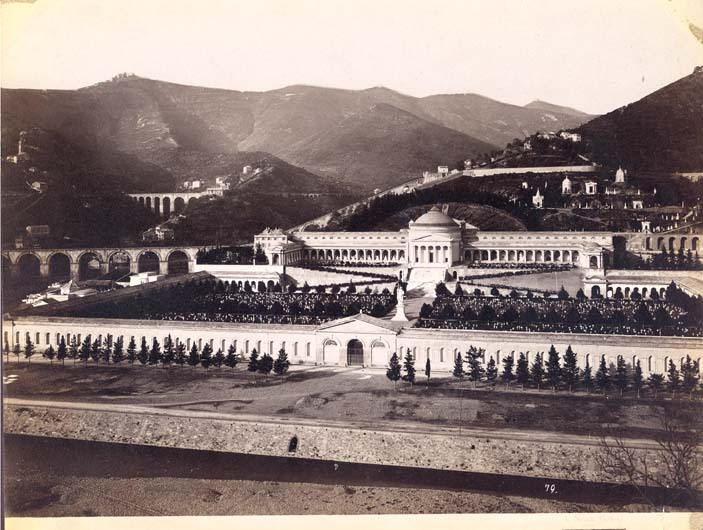
Il cimitero nella seconda metà dell'Ottocento in una fotografia di Alfred Noack

Il cimitero monumentale fu costruito dal comune di Genova tra il 1834 e il 1851, facendo seguito all'editto promulgato dal re Carlo Alberto di Savoia nel 1832, sulla scia delle leggi napoleoniche di inizio secolo, che vietava la sepoltura dei morti nei centri abitati e nelle chiese ed imponeva ai comuni di predisporre appositi spazi. Poiché il territorio del comune di Genova, allora chiuso all'interno delle mura seicentesche, quasi completamente urbanizzato, non disponeva di spazi idonei, fu acquistato un podere nel vicino comune di Staglieno, alla confluenza del torrente Veilino nel Bisagno.
Costruito in stile neoclassico a partire dal 1835 in base ad un progetto iniziale di Carlo Barabino, dopo l'improvvisa morte di questi nello stesso anno, fu portato a termine dal suo successore Giovanni Battista Resasco e inaugurato nel 1851. Era formato inizialmente da un quadrilatero diviso in quattro parti da due viali ortogonali e culmina a monte con la monumentale cappella dei Suffragi, ispirata al Pantheon di Roma. Nel tempo si è esteso verso levante e poi verso monte, arrivando a sfiorare le case del borgo di San Bartolomeo, e con ampliamenti più recenti si è insinuato anche nella valle del Veilino. Con le sue tombe monumentali e le ricche sculture, divenne fin dai primi anni luogo di autocelebrazione della borghesia genovese dell'Ottocento. Oltre alla cappella dei Suffragi, degne di nota la colossale statua marmorea della Fede, opera di Santo Varni. la tomba di Giuseppe Mazzini, e quella di Cattainin (Caterina) Campodonico, venditrice di frutta secca, nota come "la signora delle noccioline", che volle la sua statua (opera del 1881 di Lorenzo Orengo) tra quelle della ricca borghesia del suo tempo.
Oltre al Mazzini, vi sono sepolti numerosi personaggi famosi tra i quali Ferruccio Parri, presidente del Consiglio nell'immediato dopoguerra, Nino Bixio (vice-comandante della spedizione dei Mille), l'attore Gilberto Govi, il cantautore Fabrizio De André e la moglie di Oscar Wilde, Mary Constance Lloyd.

#### Acquedotto storico

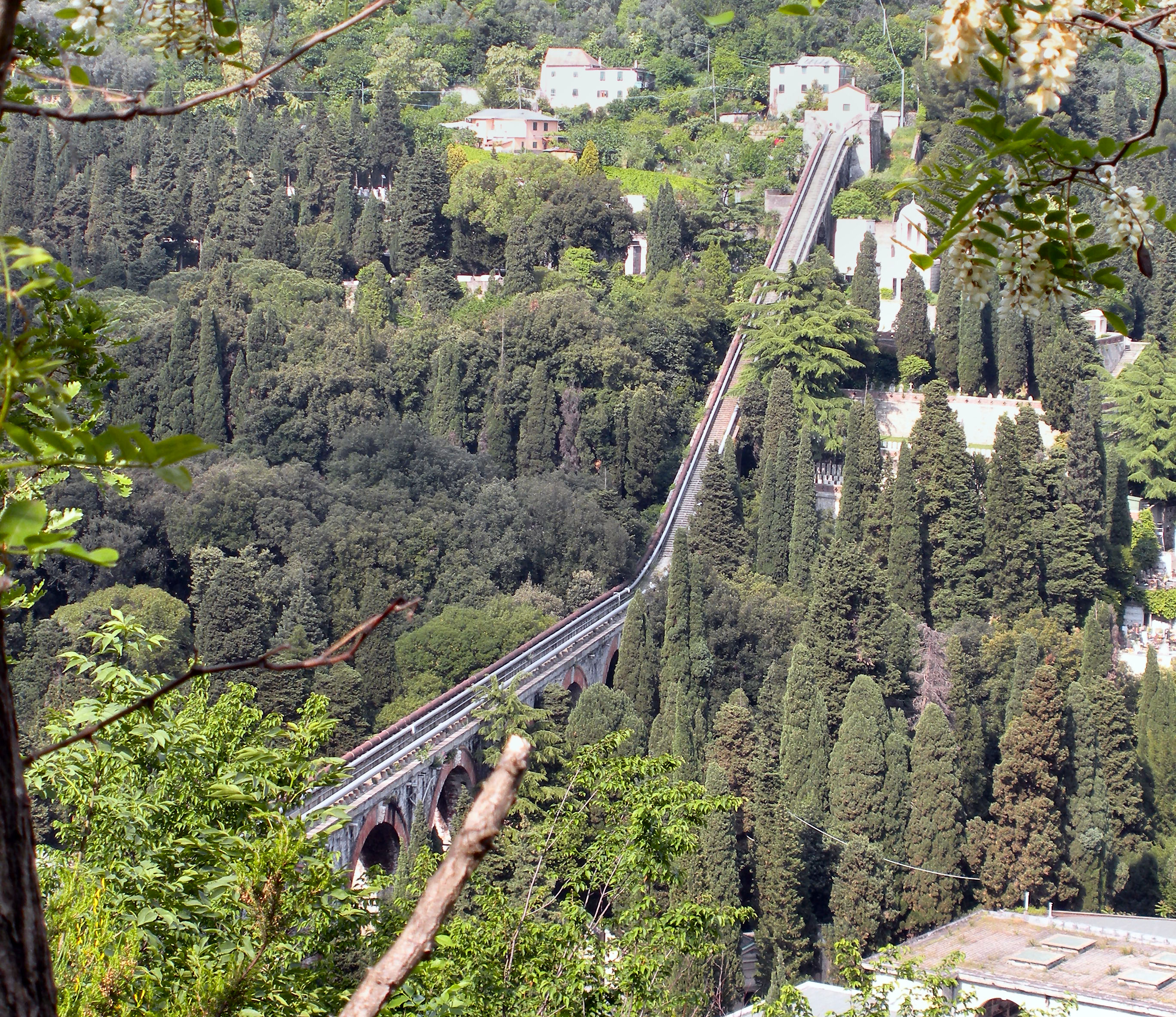
Il ponte sifone sul Veilino

Il quartiere di Staglieno è attraversato dall'antico acquedotto civico che riforniva Genova, prelevando l'acqua del Bisagno poco a monte di Prato, nella località detta appunto “La Presa” (nel comune di Bargagli). L'acquedotto attraversava a mezza costa tutta la zona collinare di Staglieno sul versante destro della valle del Bisagno, inoltrandosi nelle valli dei suoi affluenti; oggi alcuni tratti sono scomparsi, per la costruzione del cimitero monumentale e del raccordo autostradale, cancellati dalla cava di pietrisco nella valle del Veilino o a causa di cedimenti del terreno, ma ne resta visibile buona parte, comprese alcune importanti strutture.
Nella parte più a monte della valle, tra il rio Trensasco e la chiesa di San Bartolomeo Apostolo, il terreno è più stabile e i resti dell'acquedotto sono in migliori condizioni e per la maggior parte percorribili. In questo tratto l'acquedotto supera i rivi Trensasco e Cicala su piccoli ponti-canale, ancora discretamente conservati, prima di immettersi su quello sul rio di Preli (detto anche rio Figallo), su cinque arcate in pietra, costruito nel 1784. Il tracciato prosegue lungo il muro di cinta delle Officine del Gas e raggiunge la chiesa di San Bartolomeo di Staglieno; da qui arriva alla vasca di compensazione situata sulla testata del ponte sifone del Veilino
Il ponte-sifone sul Veilino, tra tutte le strutture del vecchio acquedotto è quella più imponente e meglio conservata; lungo 380 m, sovrasta il cimitero monumentale collegando la località Cà de' Mussi con il colle di San Pantaleo (il ponte, chiuso al transito, è percorso da un metanodotto, i cui tubi affiancano quelli in ferro dell'antico acquedotto). La parte mediana poggia su nove arcate con piloni in pietra e archi in mattoni di 13 m ciascuno; due lunghi gradoni ascendenti risalgono i fianchi della collina. Il ponte fu realizzato tra il 1837 e il 1840 in base ad un progetto iniziale di Carlo Barabino, poi modificato e sviluppato da Giovanni Battista Resasco, per abbreviare il percorso dell'acquedotto, che in origine risaliva la valle del Veilino con un percorso lungo e tortuoso, su terreno particolarmente franoso.
Del ramo più antico, realizzato in gran parte su archi sopraelevati a causa della cattiva qualità del terreno, sono tuttora visibili alcuni tratti, con i due suggestivi ponti-canale che si trovano nei pressi del paese di Sant'Antonino: quello sul rio Casamavari (detto anche ponte di San Pantaleo, con dodici arcate, lungo 89 m e alto 25, costruito nel 1303 e parzialmente ristrutturato nel 1526) e quello sul rio Briscata, lungo 114 m e alto 39 (ben visibile dal casello autostradale di Genova Est); una targa murata sul ponte riporta come data di costruzione l'anno 1355. Nel tratto fra i due ponti, perfettamente conservati e percorribili, sono visibili anche buona parte degli archi sopraelevati, discretamente conservati. Altri di questi archi si possono osservare nella parte più interna della valle del Veilino (alcuni di questi sono visibili anche dal raccordo autostradale).
Dopo aver attraversato il ponte-sifone del Veilino l'acquedotto attraverso una galleria giunge in via delle Ginestre, nella zona oggi più densamente abitata di Staglieno. Da qui in avanti i resti dell'acquedotto diventano meno visibili perché frammentati e nascosti tra le case e i giardini condominiali.

### Architetture militari

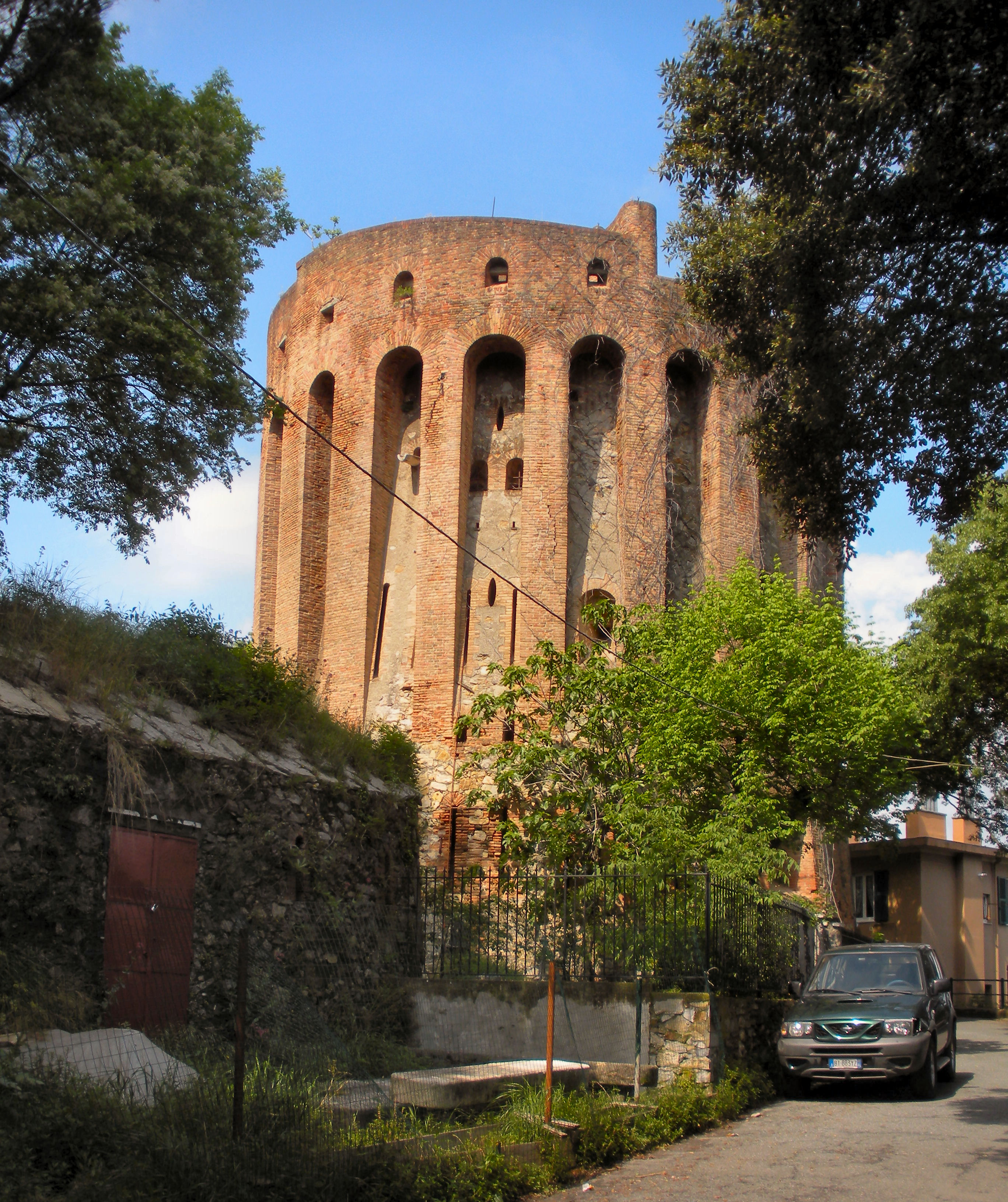
La torre San Bernardino

Un tratto delle mura seicentesche di Genova divide il quartiere di Castelletto da Staglieno. Queste mura prendono via via i nomi di mura di San Bernardino, nelle quali si apre la porta di San Bernardino, mura di Sant'Erasmo, mura di San Simone, con la porta Chiappe, dove passava la via diretta a Trensasco, mura e forte del Castellaccio ed infine mura dello Sperone, con il forte omonimo, punto culminante della cinta muraria.
- Torre San Bernardino. Nei pressi della porta di San Bernardino, sul lato esterno delle mura, si trova la torre di San Bernardino. Fu costruita negli anni venti dell'Ottocento come postazione avanzata a difesa della porta omonima, ed è una delle poche torri difensive completate, tra tutte quelle inizialmente previste, e in perfetto stato di conservazione. La torre ha due piani fuori terra e uno interrato e vi si accedeva attraverso una lunga caponiera con ingresso nel rivellino antistante la porta di San Bernardino. Utilizzata nell'Ottocento come "Caserma, Corpo di Guardia e deposito polveri", fu dismessa dal demanio militare nel 1914 e da allora data in concessione a privati.[15]
- Forte Puin. Alle spalle del forte Sperone, lungo la dorsale che divide la val Bisagno dalla val Polcevera si trovano alcuni fortini non collegati con le mura; il primo di questi fortini che s'incontra è il forte Puin, realizzato tra il 1815 e il 1830 dal Genio Reale Sardo a difesa della strada che, percorrendo il crinale, univa il forte Sperone ai forti detti "due Fratelli". Il forte è composto da una torre quadrata con una cinta esterna, alla quale si accedeva superando un piccolo fossato con un ponte levatoio. Non più utilizzato per scopi militari già alla fine dell'Ottocento e formalmente dismesso nel 1908, rimase abbandonato per anni. Nel 1963 un privato ne chiese la concessione, lo restaurò a proprie spese, abitandovi per circa vent'anni.[15]

## Geografia antropica

### Caderiva
Caderiva è il primo rione di Staglieno che si incontra proseguendo lungo la sponda destra del Bisagno dopo aver lasciato il quartiere di Marassi. Nucleo della nuova urbanizzazione ottocentesca, è sorto lungo la nuova strada nazionale per Piacenza, nel punto in cui questa incrociava la vecchia strada che scendeva dalla porta di San Bartolomeo. Il toponimo indica chiaramente la collocazione di questo borgo sulla riva del torrente, in contrapposizione agli altri che formavano il comune, tutti collinari. In origine elegante zona residenziale, come testimoniano i numerosi palazzi che fiancheggiano la strada, è stato in seguito fortemente penalizzato nel suo sviluppo dalla costruzione, a poca distanza, del cimitero monumentale.

### San Pantaleo

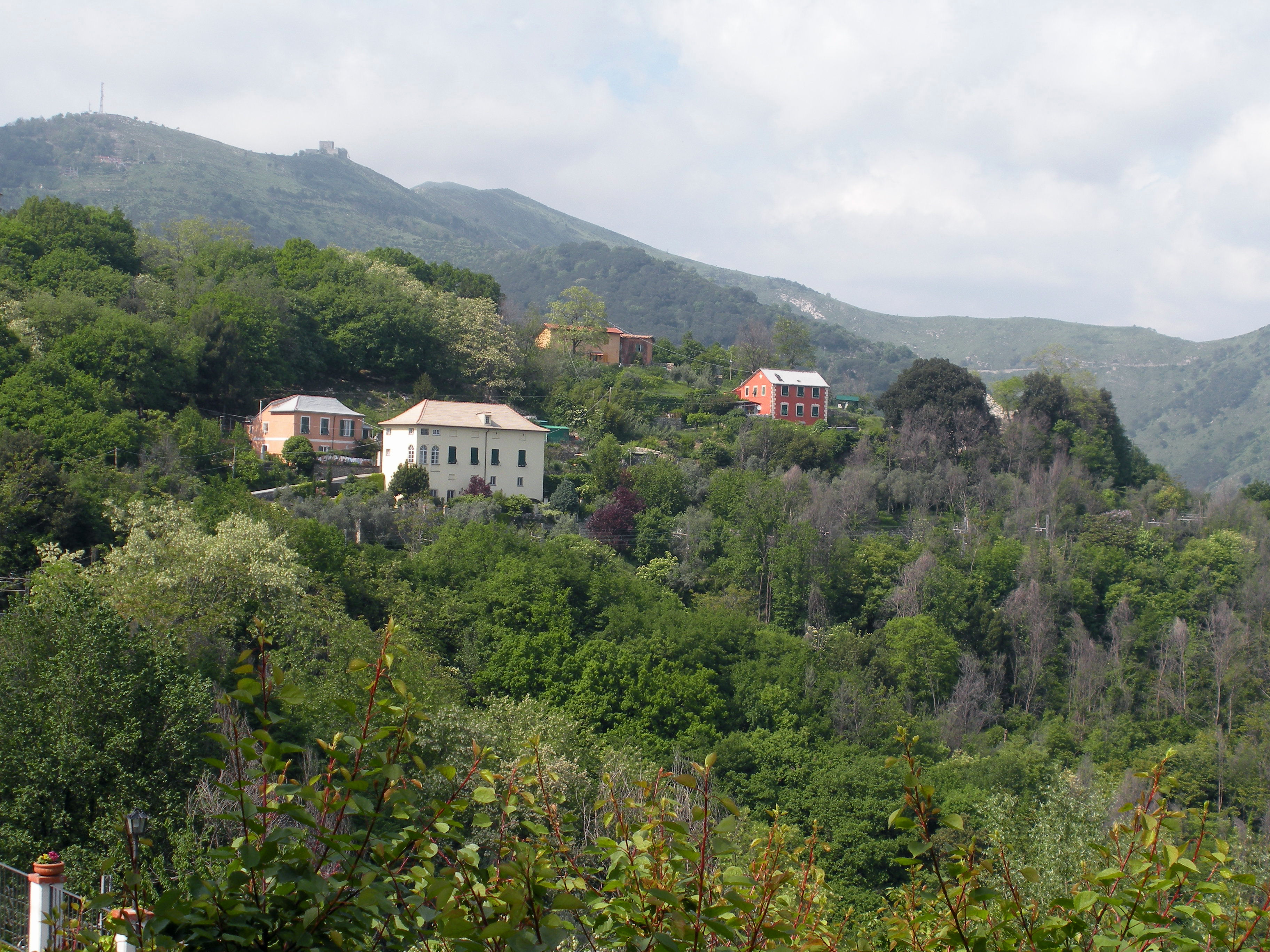
Uno scorcio di San Pantaleo

San Pantaleo (153 m s.l.m.), che dà il nome a una delle due unità urbanistiche che formano la circoscrizione di Staglieno, è un borgo in collina sul versante destro del Bisagno, allungato sull'antico percorso di mezza costa che risaliva la val Bisagno, uscendo da Genova attraverso la porta di San Bernardino. Case rurali e residenze di cittadini nobili o benestanti si susseguono lungo l'antica strada, rimasta quasi immutata nel tempo, a parte il fondo asfaltato che ha sostituito in gran parte della strada l'antico acciottolato.
Il percorso, che inizia in via Carso poco distante dalla torre San Bernardino e dall'omonima porta, si snoda in piano con scorci panoramici sulla val Bisagno fino alla chiesa di San Pantaleo, risalente al 1451 ma nei secoli successivi sconsacrata e versante in precarie condizioni, che sorge su un colle in posizione dominante sulla val Bisagno e dà il nome al paese. Parallelamente alla via San Pantaleo, ma a una quota inferiore, corre il tratto iniziale della ferrovia Genova-Casella, che effettua nel borgo la prima fermata dopo la partenza dalla stazione di piazza Manin.
San Pantaleo comprende anche il piccolo borgo di Cima, più in alto sulla collina, un tempo situato sul percorso di un'altra importante e antica via che risaliva in quota la val Bisagno, caduta in disuso quando furono costruite le mura seicentesche. Le autorità del tempo, ritenendo troppo esposto questo tratto delle mura, decisero infatti di non aprire alcuna porta in corrispondenza di questa strada, che rimase così tagliata fuori dai percorsi viari.

### Sant'Antonino

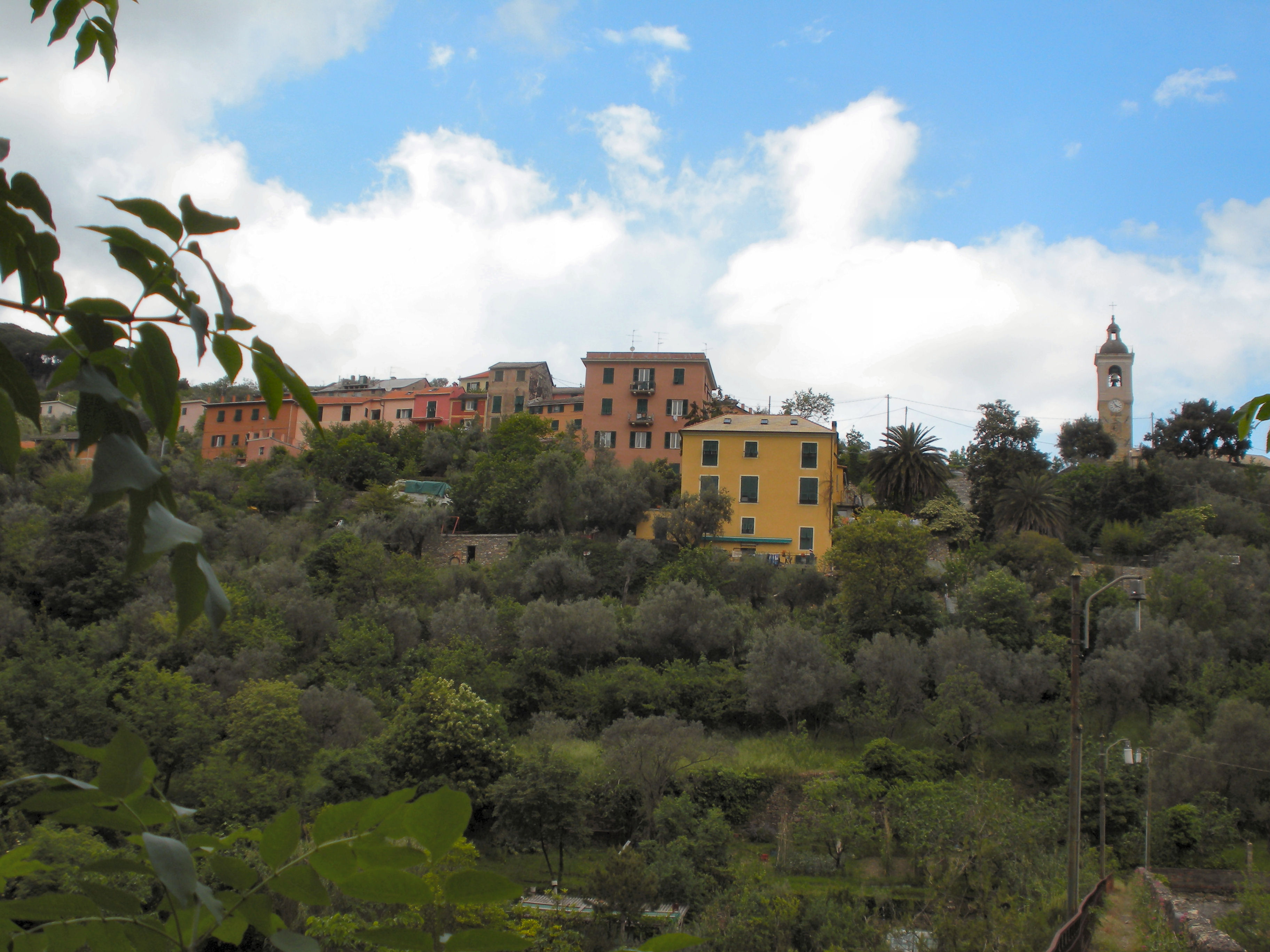
Veduta di Sant'Antonino

La strada proveniente da San Pantaleo, dopo i ruderi della chiesa, supera il rio Casamavari e prosegue verso Sant'Antonino (195 m s.l.m.), borgo contadino raccolto intorno alla chiesa omonima eretta sulla collina che divide le valli dei torrenti Casamavari e Briscata, proprio sopra al cimitero monumentale.
Fino alla metà del Novecento il borgo era raggiungibile solo percorrendo questa via oppure attraverso ripide creuze provenienti dal fondovalle. Oggi vi sale una carrozzabile che inizia nei pressi dell'ingresso di ponente del cimitero. Come a San Pantaleo, anche a Sant'Antonino c'è una fermata della ferrovia Genova-Casella.
Nei pressi di Sant'Antonino si possono osservare alcuni manufatti dell'acquedotto storico genovese, dismessi nella prima metà dell'Ottocento, quando con la costruzione del grande ponte-sifone fu abbandonato il lungo tratto di condotta che contornava la valle del Veilino e dei suoi affluenti. Vicinissimo al paese si trova il ponte-canale sul rio Casamavari; scendendo dal piazzale della chiesa si vede una serie di archi di sostegno sui quali correva l'acquedotto e infine il grande ponte- canale sul rio Briscata, sotto al quale si trova il casello dì Genova Est dell'autostrada A12.

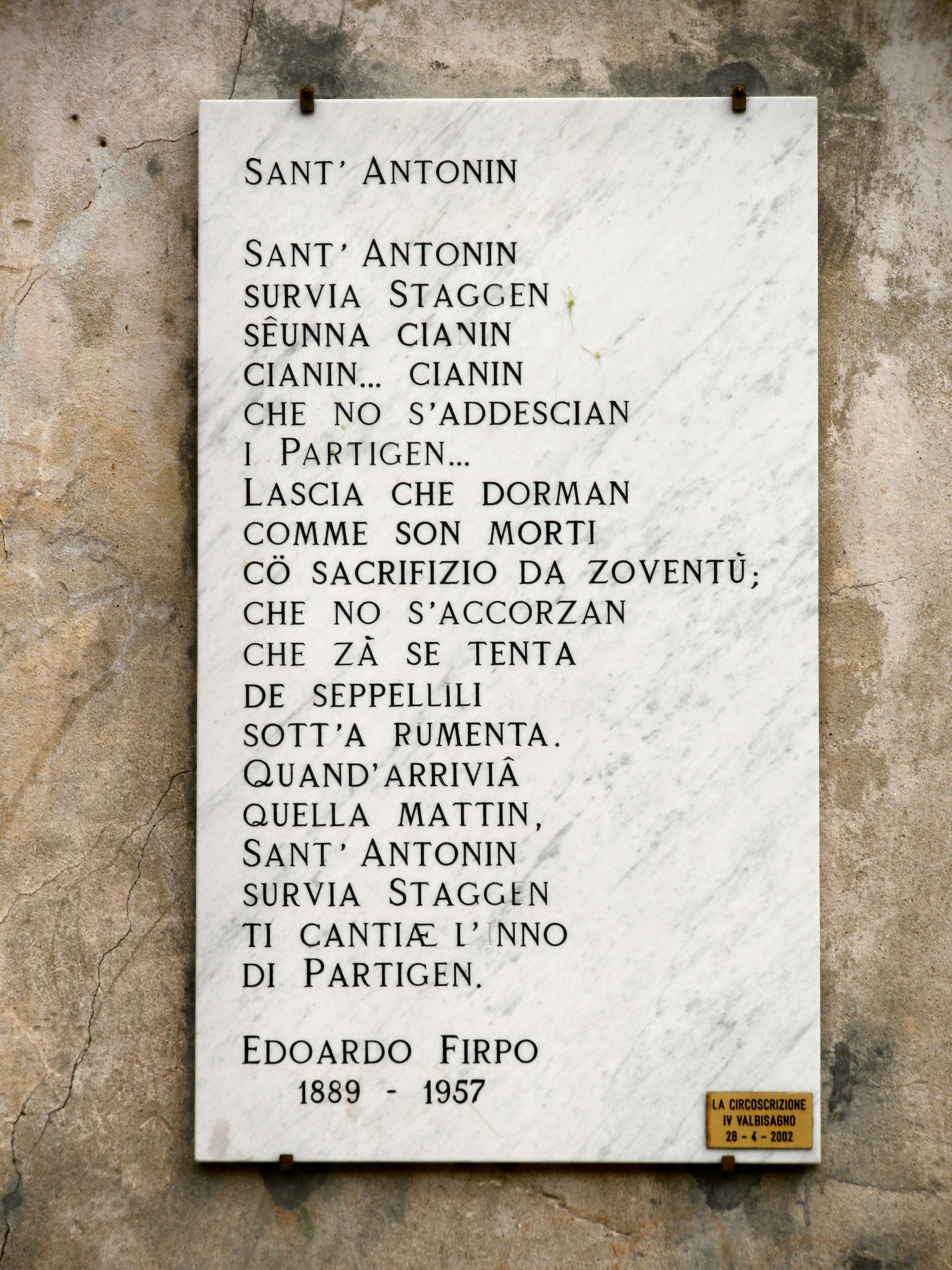
Targa con la poesia “Sant'Antonin”

Sulla facciata della chiesa nel 2002 è stata collocata una targa con il testo di una poesia scritta da Edoardo Firpo (1889-1957) in ricordo dei partigiani caduti durante la lotta di liberazione (e contro i tentativi di infangarne la memoria).

### San Bartolomeo di Staglieno

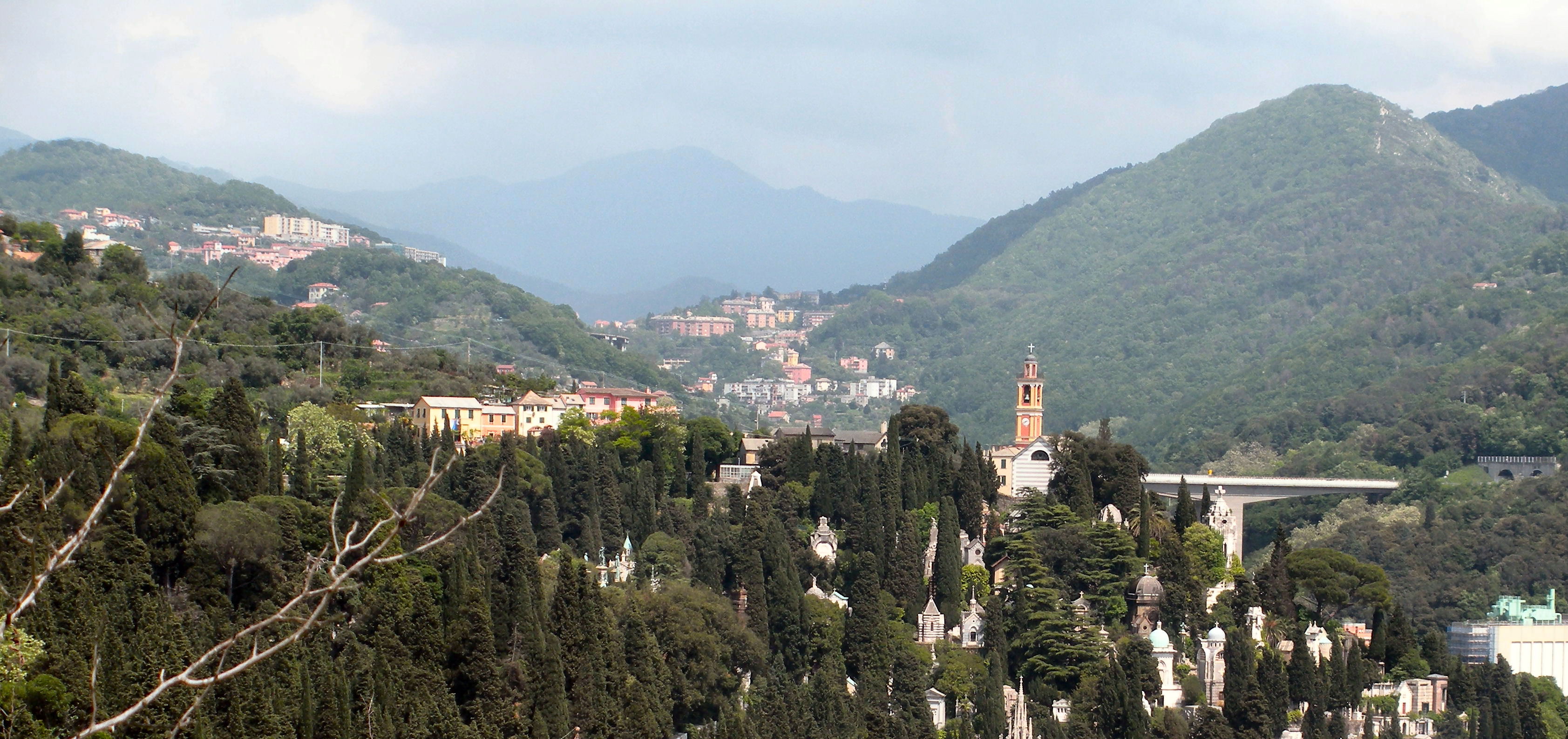
Veduta di San Bartolomeo di Staglieno

San Bartolomeo è un altro borgo collinare, su uno sperone di roccia a picco sul Bisagno. Il borgo era frequentato da genovesi benestanti che avevano qui numerose ville; la chiesa omonima, riccamente decorata, era una pieve dalla quale dipendevano numerose parrocchie della val Bisagno.
Tra tutte le località dell'antico comune di Staglieno, San Bartolomeo è stata tra le più penalizzate sia dall'apertura del cimitero, che nel suo ampliamento verso monte ha finito per occupare gli antichi orti, arrivando a sfiorare il sagrato della chiesa, sia dalle infrastrutture delle aziende comunali che nel Novecento hanno occupato ampi spazi nelle adiacenti località Gavette (officine del gas) e Volpara, (forno di incenerimento dei rifiuti). L'area di Gavette e Volpara è inoltre sovrastata dal lungo viadotto sul Bisagno dell'autostrada A12. La presenza di queste infrastrutture ha fortemente limitato, rispetto ad altre zone del quartiere, lo sviluppo residenziale di quest'area, che un tempo era il centro del soppresso comune di Staglieno.

### Preli

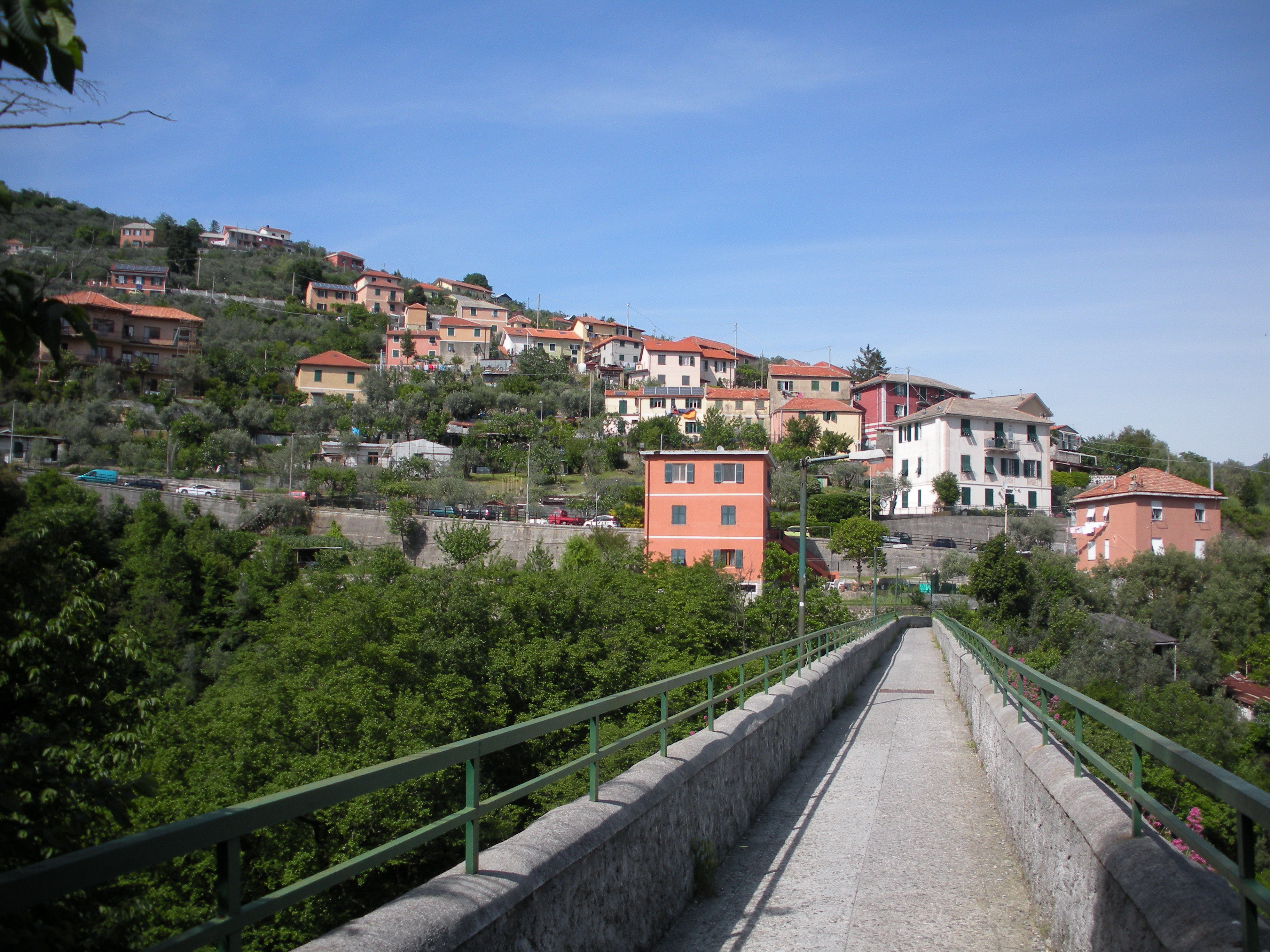
Preli visto dal ponte-canale dell’antico acquedotto civico

Il borgo di Preli si trova sulle pendici della collina opposta a quella di San Bartolomeo, dalla quale è divisa dalla stretta e breve valle del rio Figallo, che sfocia nel Bisagno in località San Sebastiano dopo un percorso di soli 1,2 km. Il borgo, formato da case sparse, sorge su un declivio prativo (da cui il nome) poco a nord del ponte Carrega, che convogliava qui le carovane provenienti dal levante genovese (attraverso Bavari e Montesignano) e dirette verso la via del sale che passava sul crinale tra val Bisagno e val Polcevera. Nella parte bassa del paese si trovava anticamente un oratorio dedicato a san Sebastiano, oggi scomparso, che ha lasciato il nome alla zona affacciata sul Bisagno. Oggi vi sorge una moderna cappella, anch'essa intitolata a San Sebastiano, succursale della chiesa di San Bartolomeo.
Il ponte delle Carraie (in genovese ponte de Carræ, in italiano divenuto impropriamente ponte Carrega) era stato costruito negli ultimi decenni del Settecento, su richiesta degli abitanti di Montesignano per collegare il paese con la sponda destra del Bisagno, in luogo del guado utilizzato fino ad allora. Il ponte, idoneo al transito di carri con carichi pesanti, da cui il nome, restaurato nel 1907, oggi è utilizzato come passerella pedonale; si presenta più corto rispetto all'epoca della sua costruzione perché la moderna viabilità di sponda e l'espansione edilizia nel fondovalle hanno ristretto l'alveo del torrente, rendendo necessario demolire alcune arcate.

### San Gottardo
San Gottardo fa oggi parte dell'unità urbanistica "Montesignano" del Municipio IV - Media Val Bisagno, ma dal XV secolo ha fatto parte di Staglieno fino alla prima metà del Novecento, quando fu aggregato alla circoscrizione di Molassana. Si presenta come un quartiere moderno posto lungo la strada statale 45, nel punto dove ha inizio la strada che sale al valico di Trensasco, un tempo importante collegamento con la via del sale e la val Polcevera.
Nonostante l'aspetto moderno (la maggior parte degli edifici è stata costruita nell'ultimo secolo) San Gottardo ha origini antiche; un tempo era chiamato San Martino de' Corsi e se ne ha notizia a partire dal 1138, quando vi sorgeva una chiesa con annesso ospitale per pellegrini lungo la via di Trensasco. Compreso nel Medioevo nel territorio di Molassana fu aggregato a Staglieno dopo che l'epidemia di peste del 1473 aveva causato uno spopolamento della zona. Per questa ragione storica la chiesa di San Gottardo ancora oggi fa parte del vicariato Staglieno - Marassi dell'arcidiocesi di Genova. A causa di questo evento ed anche per la contemporanea apertura di nuove vie tra Genova e la pianura Padana, San Martino de' Corsi perse d'importanza. In seguito, quando il paese tornò a popolarsi, non più sulla collina ma nel fondovalle, l'antico toponimo fu sostituito dal nome del santo al quale era stata nel frattempo dedicata la piccola chiesa.

## Infrastrutture e trasporti

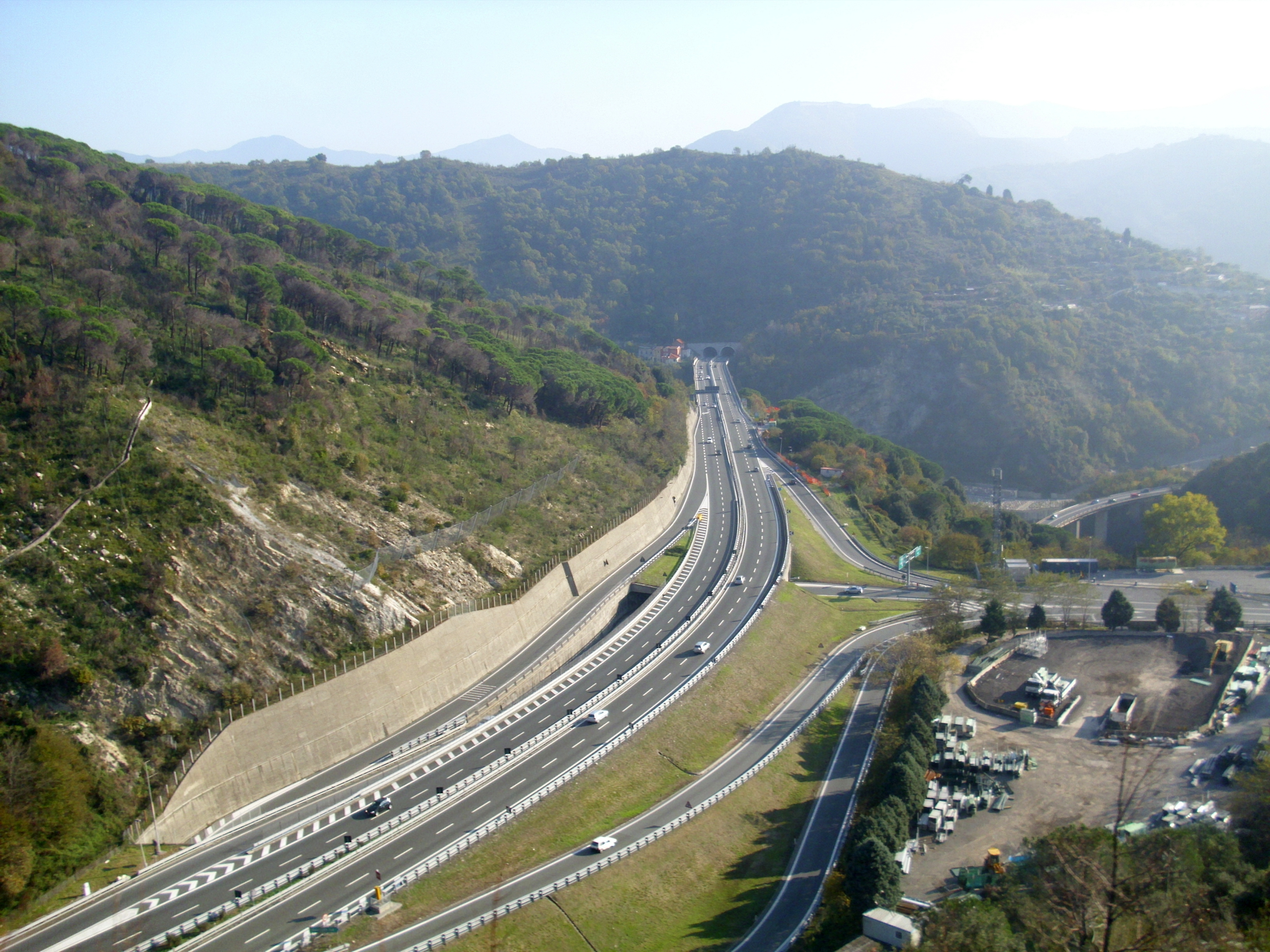
L'autostrada A12, all'altezza dello svincolo di Genova Est.

### Strade
Numerose strade urbane collegano il quartiere di Staglieno con il centro di Genova e gli altri quartieri della val Bisagno. Il quartiere è attraversato dalla strada statale 45 di Val Trebbia, che collega Genova a Piacenza e nel tratto urbano assume le denominazioni di via Bobbio e via Piacenza. Un'altra strada urbana corre parallela a questa sulla sponda sinistra del Bisagno, con le denominazioni di lungo Bisagno Dalmazia e lungo Bisagno Istria e collega il quartiere di Marassi a Montesignano (unità urbanistica del quartiere di Molassana). Negli anni ottanta la strada in sponda sinistra è stata prolungata fino a Prato (Struppa), evitando così l'attraversamento dei centri abitati di San Gottardo, Molassana e Struppa.
Numerosi ponti collegano le due sponde del Bisagno; una piastra di copertura sul torrente è stata costruita di fronte a Caderiva, allo sbocco dello svincolo autostradale, che oltre a consentire il collegamento tra le due sponde ospita un grande parcheggio e giardini pubblici. Oltre allo storico ponte Carrega (oggi percorribile solo a piedi) i più importanti sono il ponte Campanella (tra via Bobbio e piazzale Parenzo), il ponte Giulio Monteverde, in corrispondenza dell'ingresso principale del cimitero monumentale, il ponte Bezzecca (tra la località Volpara e San Bartolomeo, nei pressi del viadotto autostradale) e i ponti Guglielmetti e Feritore (tra Preli-San Sebastiano e Montesignano).
Staglieno ospita nel suo territorio il casello autostradale Genova-Est sull'autostrada A12. L'autostrada è collegata con il centro del quartiere da un lungo svincolo (2,5 km) che inizia nei pressi dell'ingresso di ponente del cimitero monumentale e tra gallerie e viadotti risale la valle del Veilino, passando accanto a strutture dell'acquedotto storico e sfiorando il paese di Sant'Antonino.

### Ferrovie
La stazione ferroviaria della rete nazionale più vicina a Staglieno è quella di Genova Brignole, a circa 3 km di distanza.
La circoscrizione di Staglieno è attraversata dal tratto iniziale della linea ferroviaria secondaria Genova-Casella, con le fermate di San Pantaleo e Sant'Antonino. Una terza fermata, Cappuccio, si trova poco al di sotto del forte Puin, lontano dal centro abitato ed è utilizzata esclusivamente come base per escursioni e passeggiate nella zona dei forti.